# Toppserien
De Toppserien is de hoogste afdeling voor vrouwenvoetbal in Noorwegen. De competitie ging in 1984 van start.

## Geschiedenis
Damescompetitievoetbal werd op provinciale basis geïntroduceerd in 1977. De liga's fungeerden als kwalificatie voor de regionale (Zuid)competitie in 1979. Regionale liga's bleven in werking tot de vorming van de Eerste Divisie in 1984, toen de competitie werd verdeeld in drie regio's, Groep Oost-Noorwegen (Østlandet), Groep West-Noorwegen (Vestlandet) en Groep Midden-Noorwegen (Trøndelag), zonder teams uit Noord-Noorwegen (Nord-Norge). De winnaars van de drie groepen ontmoetten elkaar voor een play-off. In 1983 werd een play-offduel gespeeld tussen de winnaars van Midden-Noorwegen en Oost-Noorwegen (Trondheims-Ørn versloeg Setskog met 2-1), maar dit kampioenschap werd als onofficieel beschouwd door de Noorse voetbalbond. In 1986 werd een vierde groep voor Noord-Noorwegen toegevoegd en in 1987 werden de groepen en play-off-wedstrijden afgeschaft en werd er een enkele competitie met teams uit het hele land gespeeld.
Van 1984 to 1995 heette de hoogste afdeling de 1. divisjon en tussen 1996 en 1999 was de naam Eliteserien, vooraleer in 2000 de huidige benaming Toppserien ingevoerd werd.

## Teams 2018
| Club           | Locatie            | Stadion                 | Trainer                 |
| -------------- | ------------------ | ----------------------- | ----------------------- |
| Arna-Bjørnar   | Ytre Arna (Bergen) | Arna Idrettspark        | Morten Røsland          |
| Avaldsnes      | Avaldsnes          | Avaldsnes Idrettssenter | Lena Tyriberget         |
| Grand Bodø     | Bodø               | Aspmyra Stadion         | Jan-Tore Bakli          |
| Klepp          | Kleppe (Stavanger) | Klepp Stadion           | Oliver Harder           |
| Kolbotn        | Kolbotn (Oslo)     | Sofiemyr                | Knut Slatleim           |
| LSK Kvinner    | Lillestrøm (Oslo)  | LSK-Hallen              | Hege Riise              |
| Lyn            | Oslo               | Kringsjå kunstgress     | Glenn Atle Kleven       |
| Røa            | Røa (Oslo)         | Røa kunstgress          | Geir Kristian Nordby    |
| Sandviken      | Bergen             | Stemmemyren             | Alexander Johann Straus |
| Stabæk         | Bærum (Oslo)       | Nadderud Stadion        | Vanja Stefanovic        |
| Trondheims-Ørn | Trondheim          | DnB Nor Arena           | Thomas Sandø Dahle      |
| Vålerenga      | Oslo               | Vallhall Arena          | Monica Knudsen          |

## Kampioenen 1984-2017
Hieronder de lijst van de top-drie in de hoogste klasse sinds 1984:
| Jaar | Kampioen       | Runner-up      | Derde plaats   | Competitienaam |
| ---- | -------------- | -------------- | -------------- | -------------- |
| 1984 | Sprint-Jeløy   | Trondheims-Ørn | Nymark         | 1. divisjon    |
| 1985 | Nymark         | Asker          | Trondheims-Ørn | 1. divisjon    |
| 1986 | Sprint-Jeløy   | Troll          | Klepp Grand    | 1. divisjon    |
| 1987 | Klepp          | Sprint-Jeløy   | Asker          | 1. divisjon    |
| 1988 | Asker          | Klepp          | Trondheims-Ørn | 1. divisjon    |
| 1989 | Asker          | Sprint-Jeløy   | Klepp          | 1. divisjon    |
| 1990 | Sprint-Jeløy   | Asker          | Klepp          | 1. divisjon    |
| 1991 | Asker          | Sprint-Jeløy   | Sandviken      | 1. divisjon    |
| 1992 | Asker          | Setskog/Høland | Sprint-Jeløy   | 1. divisjon    |
| 1993 | Sprint-Jeløy   | Trondheims-Ørn | Asker          | 1. divisjon    |
| 1994 | Trondheims-Ørn | Asker          | Sprint-Jeløy   | 1. divisjon    |
| 1995 | Trondheims-Ørn | Setskog/Høland | Sandviken      | 1. divisjon    |
| 1996 | Trondheims-Ørn | Sandviken      | Asker          | Eliteserien    |
| 1997 | Trondheims-Ørn | Asker          | Klepp          | Eliteserien    |
| 1998 | Asker          | Trondheims-Ørn | Athene Moss    | Eliteserien    |
| 1999 | Asker          | Trondheims-Ørn | Klepp          | Eliteserien    |
| 2000 | Trondheims-Ørn | Asker          | Kolbotn        | Toppserien     |
| 2001 | Trondheims-Ørn | Kolbotn        | Arna-Bjørnar   | Toppserien     |
| 2002 | Kolbotn        | Asker          | Trondheims-Ørn | Toppserien     |
| 2003 | Trondheims-Ørn | Kolbotn        | Asker          | Toppserien     |
| 2004 | Røa            | Trondheims-Ørn | Fløya          | Toppserien     |
| 2005 | Kolbotn        | Team Strømmen  | Fløya          | Toppserien     |
| 2006 | Kolbotn        | Trondheims-Ørn | Røa            | Toppserien     |
| 2007 | Røa            | Kolbotn        | Asker          | Toppserien     |
| 2008 | Røa            | Team Strømmen  | Asker          | Toppserien     |
| 2009 | Røa            | Stabæk         | Kolbotn        | Toppserien     |
| 2010 | Stabæk         | Røa            | Kolbotn        | Toppserien     |
| 2011 | Røa            | Stabæk         | Kolbotn        | Toppserien     |
| 2012 | LSK Kvinner FK | Stabæk         | Arna-Bjørnar   | Toppserien     |
| 2013 | Stabæk         | LSK Kvinner FK | Arna-Bjørnar   | Toppserien     |
| 2014 | LSK Kvinner FK | Stabæk         | Arna-Bjørnar   | Toppserien     |
| 2015 | LSK Kvinner FK | Avaldsnes      | Røa            | Toppserien     |
| 2016 | LSK Kvinner FK | Avaldsnes      | Stabæk         | Toppserien     |
| 2017 | LSK Kvinner FK | Avaldsnes      | Stabæk         | Toppserien     |

### Uitslagen per club
| Club            | Winnaar | Runner-up | Derde plaats |
| --------------- | ------- | --------- | ------------ |
| Trondheims-Ørn  | 7       | 6         | 3            |
| Asker1          | 6       | 6         | 6            |
| LSK Kvinner FK3 | 5       | 5         | 0            |
| Røa             | 5       | 1         | 2            |
| Sprint/Jeløy2   | 4       | 3         | 3            |
| Kolbotn         | 3       | 3         | 4            |
| Stabæk1         | 2       | 4         | 2            |
| Klepp           | 1       | 1         | 5            |
| Nymark          | 1       | 0         | 1            |
| Avaldsnes       | 0       | 3         | 0            |
| Sandviken       | 0       | 1         | 2            |
| Troll           | 0       | 1         | 0            |
| Arna-Bjørnar    | 0       | 0         | 4            |
| Fløya           | 0       | 0         | 2            |
| Grand Bodø      | 0       | 0         | 1            |

1 In 2008 kreeg Stabæk Fotball Kvinner een licentie voor de hoogste afdeling en nam de beste spelers van Asker over, die in de financiële problemen gekomen waren. De rest van het Asker-team speelt nu in de derde divisie en daarom wordt Stabæk niet aanzien als de opvolger van Asker.

2 FK Athene Moss was de voorganger van SK Sprint/Jeløy en daarom werd de bronzen medaille van Athene Moss uit 1998 toegevoegd.

3 LSK Kvinner FK (Lillestrøm) is de opvolger van de fusieclub Setskog/Høland en Team Strømmen.